# Ruda (Italia)
Ruda (Rude in friulano standard, Ruda nella variante locale) è un comune italiano di 2 779 abitanti del Friuli-Venezia Giulia.

## Origini del nome
Il nome del capoluogo, l'antica Riuda, molto probabilmente è di origine longobardo-germanica.

## Storia

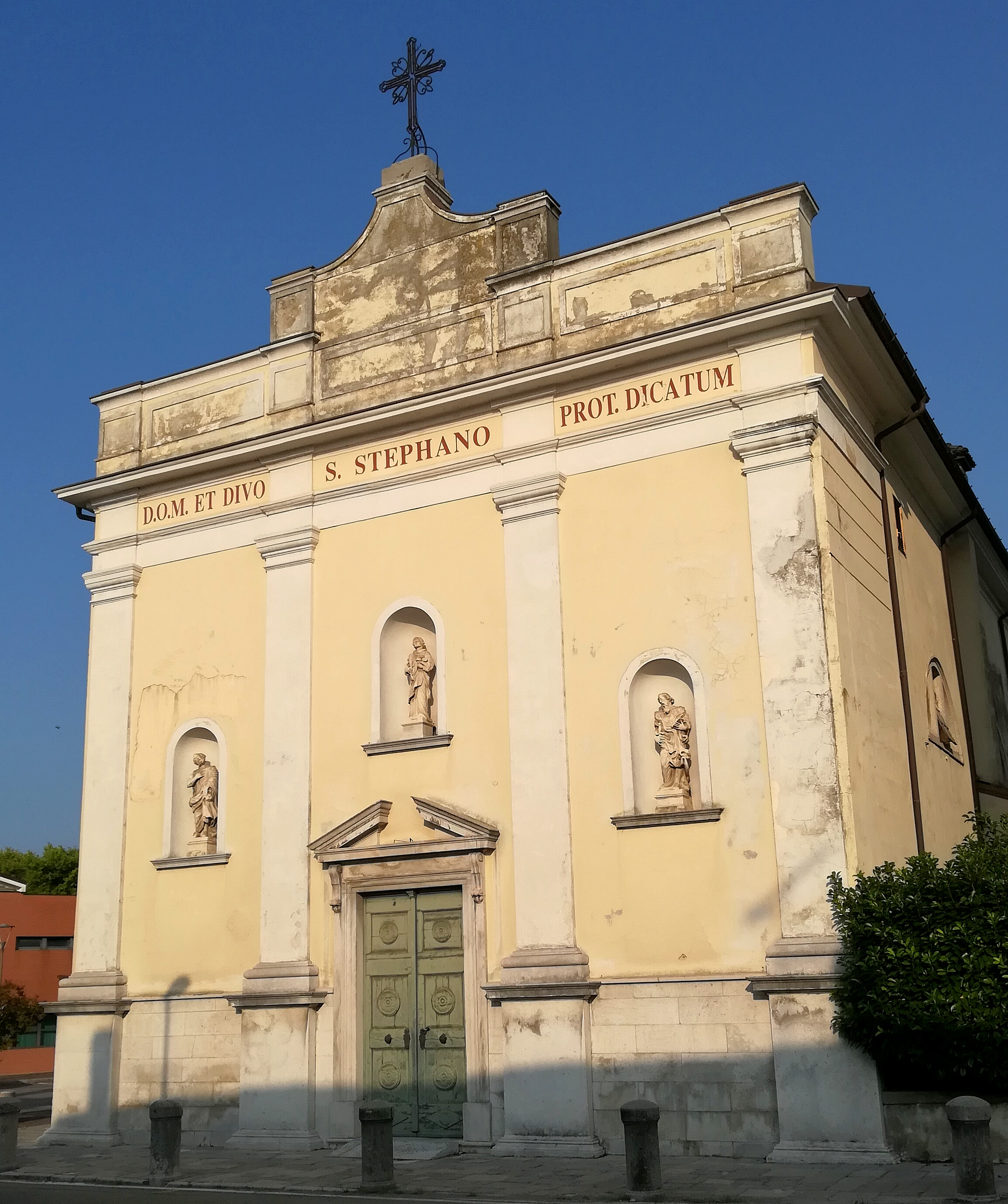
La chiesa parrocchiale di Santo Stefano Protomartire

Fonti attendibili fanno risalire la fondazione di Ruda al VII o all'VIII secolo. Devastata successivamente dagli Ungari, fu ricostruita dai cavalieri crociati.
Posta a sette chilometri da Aquileia, nel Medioevo costituì una delle vie di passaggio per i pellegrini che dalla Germania andavano verso il Santo Sepolcro.

### Simboli
Lo stemma e il gonfalone sono stati concessi con regio decreto del10 maggio 1938.
Il gonfalone è un drappo di azzurro al palo di giallo.

## Monumenti e luoghi d'interesse
- Castello di Saciletto
- Villa Iachia
- Chiesa di Sant'Andrea a Perteole
- Chiesa di Santo Stefano Protomartire a Ruda
- Cappella monumentale a Perteole (architetto Provino Valle)
- Chiesa dei Santi Pietro e Paolo a Saciletto
- Amideria Chiozza a Perteole

## Società

### Evoluzione demografica
Abitanti censiti

### Lingue e dialetti
A Ruda, accanto alla lingua italiana, la popolazione utilizza la lingua friulana. Ai sensi della Deliberazione n. 2680 del 3 agosto 2001 della Giunta della Regione autonoma Friuli-Venezia Giulia, il Comune è inserito nell'ambito territoriale di tutela della lingua friulana ai fini della applicazione della legge 482/99, della legge regionale 15/96 e della legge regionale 29/2007.
La lingua friulana che si parla a Ruda rientra fra le varianti appartenenti al friulano goriziano.

## Cultura
La città è sede di cori polifonici e popolari tra cui i cori maschili Coro Polifonico di Ruda e Gruppo Polifonico Claudio Monteverdi e il Coro Femminile Multifariam.

### Eventi
- Palio dei Borghi, si svolge ogni due anni e vede fronteggiarsi tra loro in svariate specialità i quattro borghi: Brichis, Dota, Menteressa e Nordisa. Le specialità sono una quindicina e vanno dalla gara del dolce a quella di ballo, dal calcio maschile e femminile al basket, dalla pallavolo al tiro con la fionda, dai giochi per adulti a quelli per i bambini, dal musichiere alla gara di pesca, dalla gara di briscola alla mountain bike, per concludersi con la staffetta lungo le vie del paese. L'albo d'oro del Palio vede in testa la Menteressa vincitrice di cinque edizioni (2001, 2005, 2007, 2013, 2015), seguita dalla Dota (1999, 2009 e 2011), dalla Nordisa (1997 e 2003), e dalla Brichis (1996 primo anno del Palio e 2023). Ciclicamente alcune discipline cambiano o ne vengono aggiunte altre, come il toro meccanico o la gara di pedalò nel laghetto della Draga (località Cortona).

- Ogni estate si tiene la "Sagra dai Cros", organizzata dal Calcio Ruda, dove si possono gustare le rane fritte e altre specialità.